# یونایتد یوتیلیتیز
یونایتد یوتیلیتیز (به انگلیسی: United Utilities) بزرگترین شرکت آب بریتانیایی است، که در سال ۱۹۹۵ از ادغام شرکت آب شمال‌غربی انگلیس و شرکت نوروِب راه‌اندازی شد.
شرکت یونایتد یوتیلیتیز وظیفه آبرسانی و مدیریت بر شبکه آب و پساب شمال غربی انگلستان را برعهده دارد، که شهرهای کامبریا، چشر، منچستر بزرگ، لانکاشر و مرزیساید را شامل می‌شود و در مجموع بیش از ۷ میلیون نفر را تحت پوشش قرار می‌دهد.
دفتر مرکزی این شرکت در شهر وارینگتون، بریتانیا قرار دارد و بخشی از سهام آن در بازارهای بورس نیویورک و بورس لندن معامله می‌شود.